# Чумацький шлях (велопробіг)
Велопробіг «Чумацький Шлях до Північної Америки» (англ. Chumak Way) — благодійний веломарафон, що тривав з 22 травня по 24 серпня 2018 року, учасники якого за 100 днів проїхали на велосипедах більше 10 000 км через 25 штатів США та провінцій Канади. До пробігу були залучені учасники війни на сході України та волонтери. Протягом маршруту учасники проводили зустрічі з представниками іноземних міст, муніципалітетів, громадських організацій, представниками української діаспори.

## Мета
- залучення благодійних коштів для допомоги постраждалим у результаті війни на сході України
- привернення уваги світової спільноти до проблем реабілітації українських військових
- проведення просвітницької українознавчої роботи серед громадян іноземних держав[4]

## Маршрут

### США
- Лос-Анджелес (22.05.2018)
- Санта-Барбара (23.05.2018)
- Санта-Марія (24.05.2018)
- Сан-Мігель (25.05.2018)
- Салінас (26.05.2018)
- Сан-Хосе (27.05.2018)
- Сан-Франциско (28.05.2018)
- Сакраменто (31.05.2018)
- Чіко (01.06.2018)
- Вайола (02.06.2018)
- Лукаут (03.06.2018 )
- Кламат Фолс (04.06.2018)
- Уілламетт Пасс Інн (05.06.2018)
- Корвалліс (06.06.2018)
- Портленд (07.06.2018)
- Сентрейлія (09.06.2018)
- Сіетл (10.06.2018 )
- Маунт-Вернон (12.06.2018)

### Канада
- Ванкувер (13.06.2018)
- Хоуп (16.06.2018)
- Принстон (17.06.2018)
- Келовна (18.06.2018)
- Крейгеллачі (19.06.2018)
- Хемлок Гров Бордуолк (20.06.2018)
- Леанчойл (21.06.2018)
- Банф (22.06.2018)
- Калгарі (23.06.2018)
- Олдс, Ред-Дір (25.06.2018)
- Едмонтон (26.06.2018)
- Вегревилл (28.06.2018)
- Арм Лейк (29.06.2018)
- Норс Баттлфорд (30.06.2018)
- Саскатун (01.07.2018)
- Крейк (03.07.2018)
- Реджайна (04.07.2018)
- Йорктон (05.07.2018)
- Мусомін (06.07.2018)
- Сідні (07.07.2018)
- Оаквілль, Вінніпег (08.07.2018)

### США
- Лейк-Бронсон (10.07.2018)
- Ерскін (11.07.2018)
- Фергус-Фолс (12.07.2018)
- Сент-Клауд (13.07.2018)
- Міннеаполіс (14.07.2018)
- Нельсон (16.07.2018)
- Уілтон (17.07.2018)
- Мадісон (18.07.2018)
- Юніон (19.07.2018)
- Чикаго (20.07.2018)
- Берріен Спрінгс (23.07.2018)
- Гомер (24.07.2018)
- Детройт (25.07.2018)

### Канада
- Шетланд (28.07.2018)
- Лондон (29.07.2018)
- Брантфорд (30.07.2018)
- Ошава (31.07.2018)
- Торонто (02.09.2018)[3]
- Гамільтон, Ст.Катаріна (03.08.2018)

### США
- Буффало (04.08.2018)
- Рочестер (05.08.2018)
- Сіракьюс (06.08.2018)
- Тереса (07.08.2018)
- Массена (08.08.2018)

### Канада
- Оттава (09.08.2018)
- Монреаль (11.08.2018)

### США
- Мілтон (14.08.2018)
- Уільмстаун (15.08.2018)
- Андовер (16.08.2018)
- Бостон (17.08.2018)
- Ашфорд (19.08.2018)
- Нью-Гейвен (20.08.2018)
- Нью-Йорк (21.08.2018)
- Іст Брунсвік (25.08.2018)
- Горшем (26.08.2018 )
- Ньюарк (27.08.2018)
- Балтимор (28.08.2018)
- Вашингтон (29.08.2018)[уточнити][4].